# Tjaronn Chery
Tjaronn Chery (Enschede, 4 giugno 1988) è un calciatore olandese naturalizzato surinamese, centrocampista dell'Anversa.

## Carriera

### Club
Debutta il 26 ottobre 2008 con il Twente contro il Vitesse nella vittoria esterna per 2-0 subentrando al 90' a Marko Arnautović. Debutta dal primo minuto con il Cambuur contro l'Haarlem nella vittoria esterna per 0-1. Il primo gol invece arriva nel pareggio 1-1 contro Roosendaalse quando vestiva i colori dell'Emmen.
Il 6 gennaio del 2017 viene ufficializzato il suo trasferimento al Guizhou Zhicheng, squadra appena promossa nella massima serie cinese, per una cifra di quasi 5 milioni di euro.

### Nazionale
Nel 2021 ha esordito con la nazionale surinamese.

## Statistiche

### Presenze e reti nei club
Statistiche aggiornate al 13 novembre 2022.
| Stagione                | Squadra                 | Campionato              | Campionato | Campionato | Coppe nazionali | Coppe nazionali | Coppe nazionali | Coppe continentali | Coppe continentali | Coppe continentali | Altre coppe | Altre coppe | Altre coppe | Totale | Totale |
| Stagione                | Squadra                 | Comp                    | Pres       | Reti       | Comp            | Pres            | Reti            | Comp               | Pres               | Reti               | Comp        | Pres        | Reti        | Pres   | Reti   |
| ----------------------- | ----------------------- | ----------------------- | ---------- | ---------- | --------------- | --------------- | --------------- | ------------------ | ------------------ | ------------------ | ----------- | ----------- | ----------- | ------ | ------ |
| 2008-gen. 2009          | Twente                  | ED                      | 1          | 0          | CO              | 1               | 0               | -                  | -                  | -                  | -           | -           | -           | 2      | 0      |
| gen.-giu. 2009          | Cambuur                 | EED                     | 15+3       | 0          | CO              | -               | -               | -                  | -                  | -                  | -           | -           | -           | 18     | 0      |
| 2009-2010               | RBC Roosendaal          | EED                     | 30         | 1          | CO              | 2               | 0               | -                  | -                  | -                  | -           | -           | -           | 32     | 1      |
| 2010-2011               | Emmen                   | EED                     | 33         | 9          | CO              | 1               | 1               | -                  | -                  | -                  | -           | -           | -           | 34     | 10     |
| 2011-2012               | ADO Den Haag            | ED                      | 34         | 2          | CO              | 2               | 2               | UEL                | 4                  | 1                  | -           | -           | -           | 40     | 5      |
| 2012-2013               | ADO Den Haag            | ED                      | 32         | 8          | CO              | 2               | 0               | -                  | -                  | -                  | -           | -           | -           | 34     | 8      |
| Totale ADO Den Haag     | Totale ADO Den Haag     | Totale ADO Den Haag     | 66         | 10         |                 | 4               | 2               |                    | 4                  | 1                  |             | -           | -           | 74     | 13     |
| 2013-2014               | Groningen               | ED                      | 31+4       | 7+3        | CO              | 3               | 0               | -                  | -                  | -                  | -           | -           | -           | 38     | 10     |
| 2014-2015               | Groningen               | ED                      | 34         | 15         | CO              | 6               | 2               | UEL                | 2                  | 0                  | -           | -           | -           | 42     | 17     |
| Totale Groningen        | Totale Groningen        | Totale Groningen        | 65+4       | 22+3       |                 | 9               | 2               |                    | 2                  | 0                  |             | -           | -           | 80     | 27     |
| 2015-2016               | QPR                     | FLC                     | 39         | 10         | FACup+CdL       | 1+1             | 0               | -                  | -                  | -                  | -           | -           | -           | 41     | 10     |
| 2016-gen. 2017          | QPR                     | FLC                     | 22         | 4          | FACup+CdL       | 0+3             | 0               | -                  | -                  | -                  | -           | -           | -           | 25     | 4      |
| Totale QPR              | Totale QPR              | Totale QPR              | 61         | 14         |                 | 5               | 0               |                    | -                  | -                  |             | -           | -           | 66     | 14     |
| 2017                    | Guizhou Zhicheng        | CSL                     | 18         | 0          | CC              | 0               | 0               | -                  | -                  | -                  | -           | -           | -           | 18     | 0      |
| 2018                    | Guizhou Zhicheng        | CSL                     | 9          | 1          | CC              | 1               | 0               | -                  | -                  | -                  | -           | -           | -           | 10     | 1      |
| Totale Guizhou Zhicheng | Totale Guizhou Zhicheng | Totale Guizhou Zhicheng | 27         | 1          |                 | 1               | 0               |                    | -                  | -                  |             | -           | -           | 28     | 1      |
| 2018-2019               | Kayserispor             | SL                      | 33         | 9          | TK              | 4               | 1               | -                  | -                  | -                  | -           | -           | -           | 37     | 10     |
| 2019-2020               | Maccabi Haifa           | Lh                      | 26+10      | 8+2        | CI+CdL          | 3+1             | 0               | UEL                | 0                  | 0                  | -           | -           | -           | 40     | 10     |
| 2020-2021               | Maccabi Haifa           | Lh                      | 25+9       | 7+5        | CI+CdL          | 3+4             | 0               | UEL                | 4                  | 2                  | -           | -           | -           | 45     | 14     |
| 2021-2022               | Maccabi Haifa           | Lh                      | 25+8       | 6+3        | CI+CdL          | 4+2             | 2+0             | UCL+UECL           | 2+11               | 0+2                | SI          | 1           | 0           | 51     | 13     |
| 2022-2023               | Maccabi Haifa           | Lh                      | 23+9       | 8+1        | CI+CdL          | 0+1             | 0+1             | UCL                | 11                 | 4                  | SI          | 1           | 0           | 45     | 14     |
| Totale Maccabi Haifa    | Totale Maccabi Haifa    | Totale Maccabi Haifa    | 99+36      | 29+11      |                 | 18              | 3               |                    | 28                 | 8                  |             | 2           | 0           | 183    | 51     |
| Totale carriera         | Totale carriera         | Totale carriera         | 473        | 109        |                 | 45              | 9               |                    | 34                 | 9                  |             | 2           | 0           | 554    | 127    |

### Cronologia presenze e reti in nazionale
| Cronologia completa delle presenze e delle reti in nazionale ― Suriname | Cronologia completa delle presenze e delle reti in nazionale ― Suriname | Cronologia completa delle presenze e delle reti in nazionale ― Suriname | Cronologia completa delle presenze e delle reti in nazionale ― Suriname | Cronologia completa delle presenze e delle reti in nazionale ― Suriname | Cronologia completa delle presenze e delle reti in nazionale ― Suriname | Cronologia completa delle presenze e delle reti in nazionale ― Suriname | Cronologia completa delle presenze e delle reti in nazionale ― Suriname |
| Data                                                                    | Città                                                                   | In casa                                                                 | Risultato                                                               | Ospiti                                                                  | Competizione                                                            | Reti                                                                    | Note                                                                    |
| ----------------------------------------------------------------------- | ----------------------------------------------------------------------- | ----------------------------------------------------------------------- | ----------------------------------------------------------------------- | ----------------------------------------------------------------------- | ----------------------------------------------------------------------- | ----------------------------------------------------------------------- | ----------------------------------------------------------------------- |
| 28-3-2021                                                               | Bradenton                                                               | Aruba                                                                   | 0 – 6                                                                   | Suriname                                                                | Qual. Mondiali 2022                                                     | -                                                                       |                                                                         |
| 5-6-2021                                                                | Paramaribo                                                              | Suriname                                                                | 6 – 0                                                                   | Bermuda                                                                 | Qual. Mondiali 2022                                                     | -                                                                       |                                                                         |
| 9-6-2021                                                                | Bridgeview                                                              | Canada                                                                  | 4 – 0                                                                   | Suriname                                                                | Qual. Mondiali 2022                                                     | -                                                                       |                                                                         |
| 27-3-2022                                                               | Thanyaburi                                                              | Thailandia                                                              | 1 – 0                                                                   | Suriname                                                                | Amichevole                                                              | -                                                                       |                                                                         |
| Totale                                                                  |                                                                         | Presenze                                                                | 4                                                                       |                                                                         | Reti                                                                    | 0                                                                       |                                                                         |

## Palmarès

### Club

#### Competizioni nazionali
- Coppa dei Paesi Bassi: 1

Groningen: 2014-2015
- Campionato israeliano: 2

Maccabi Haifa: 2020-2021, 2021-2022
- Supercoppa d'Israele: 2

Maccabi Haifa: 2021, 2023
- Coppa di Lega israeliana: 1

Maccabi Haifa: 2021-2022